# Päpstliche Akademie der Wissenschaften

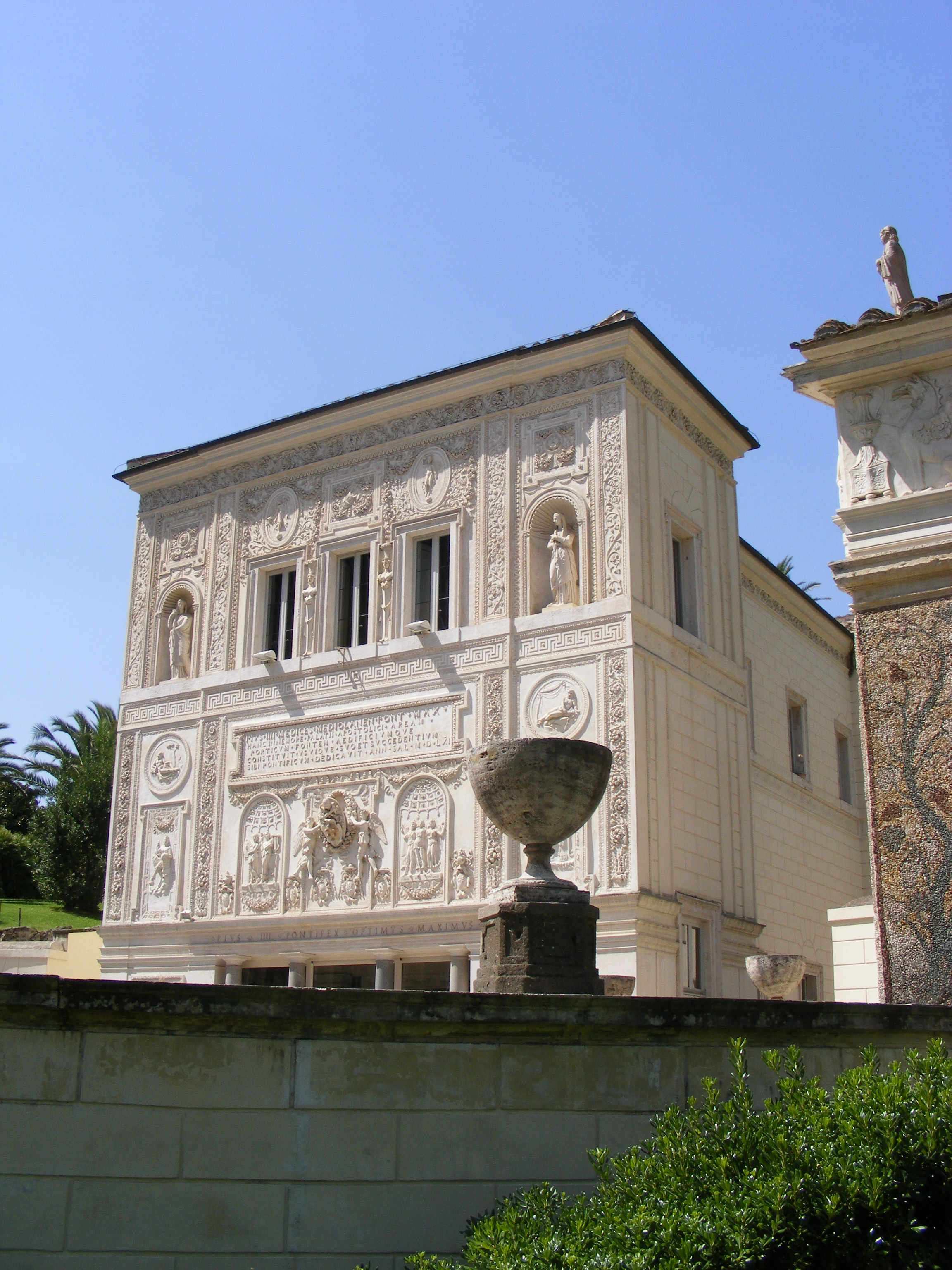
Päpstliche Akademie der Wissenschaften; Sitz in der Casina Pio IV.

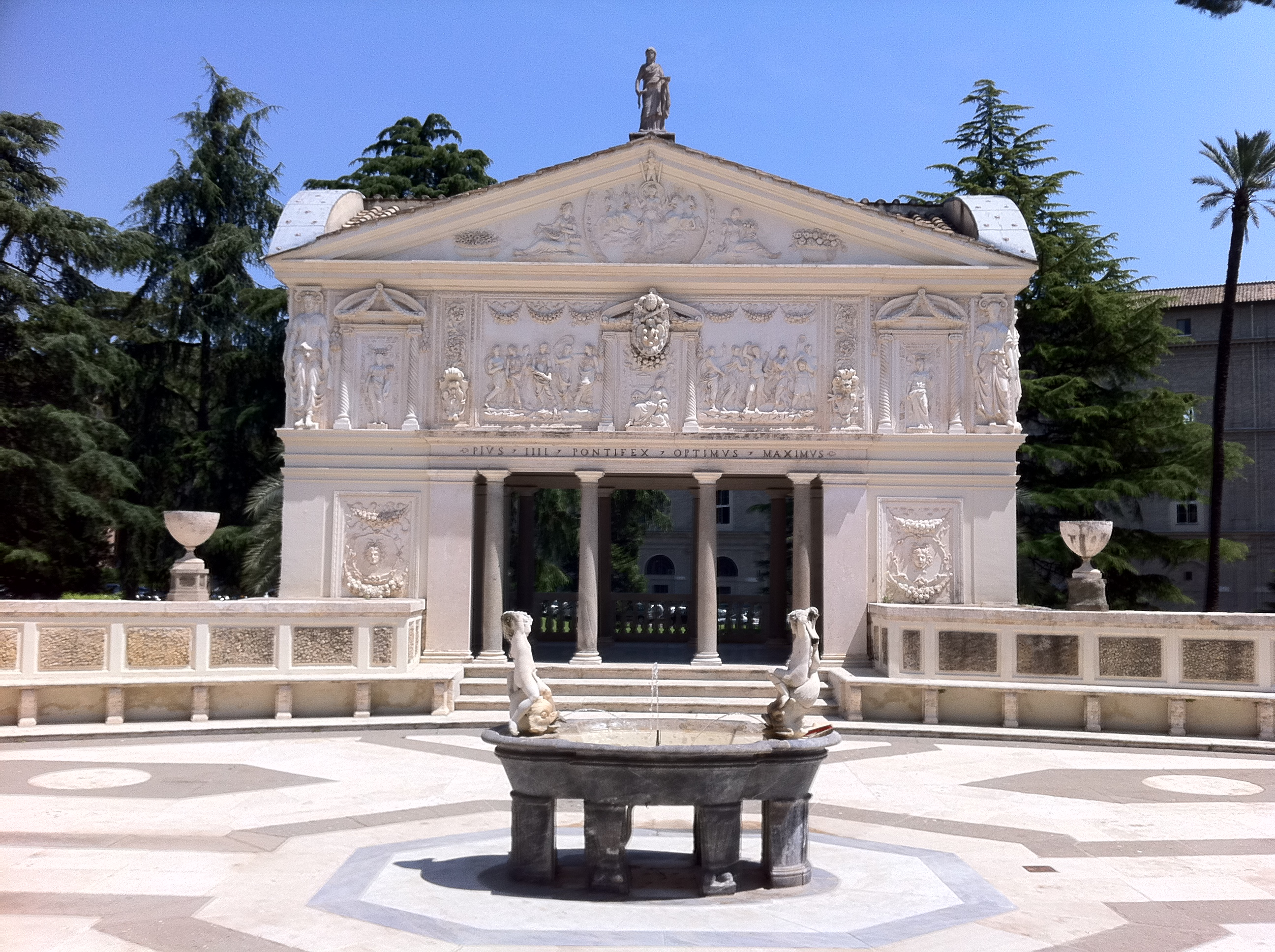
Innenhof der Akademie

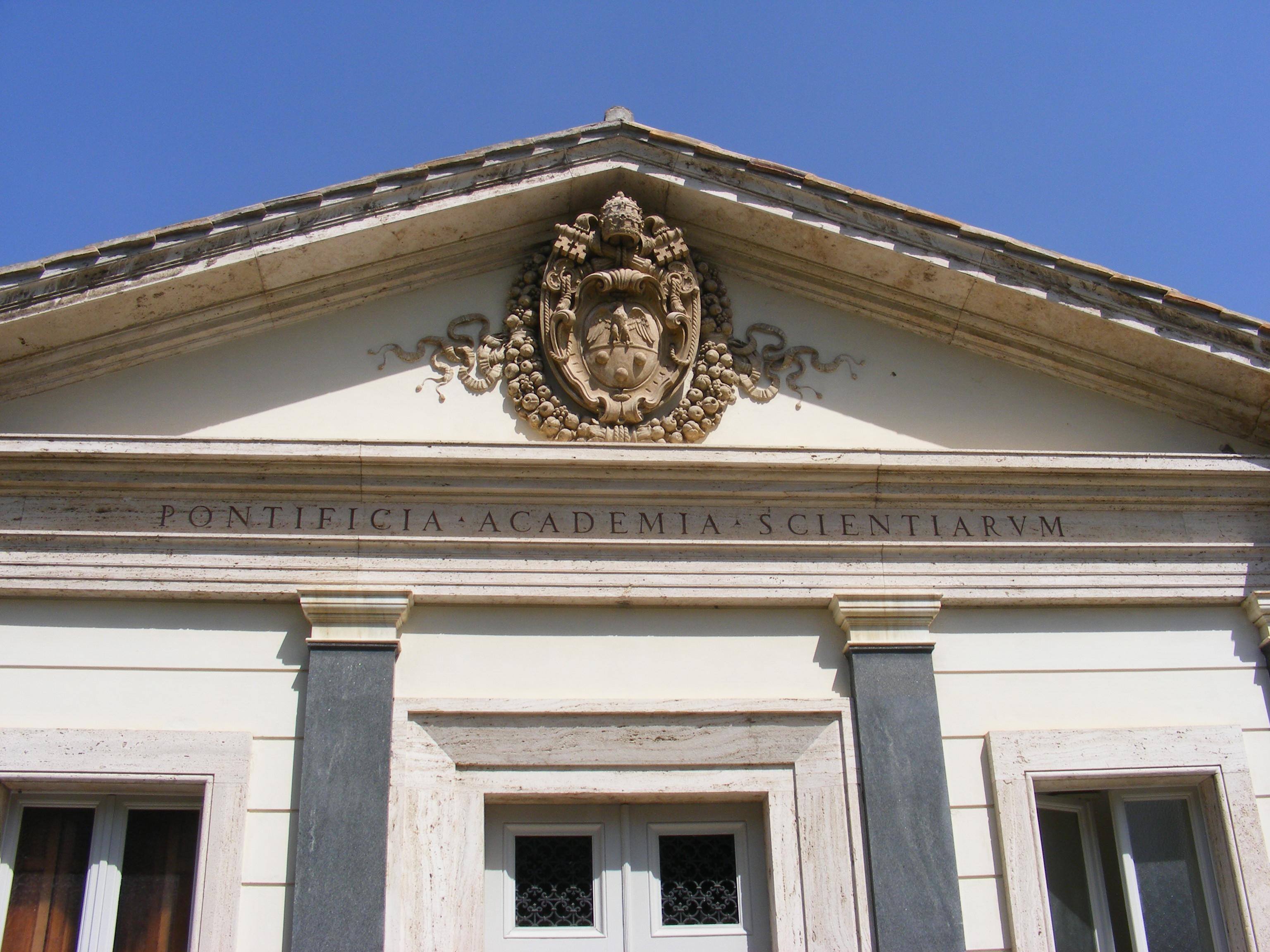
Eingang der Akademie

Die Päpstliche Akademie der Wissenschaften (lat.: Pontificia Academia Scientiarum; it.: Pontificia accademia delle scienze; Abkürzung PAS) ist eine Päpstliche Akademie, die im Jahre 1603 gegründet und später im Jahre 1936 von Pius XI. wiederhergestellt wurde. Sie steht unter dem Schutz des regierenden Papstes. Ihr Ziel ist es, den Fortschritt in der Mathematik, Physik und Naturwissenschaften und das Studium der damit verbundenen erkenntnistheoretischen Probleme zu fördern. Die Ergebnisse der Treffen werden dem Papst mitgeteilt, der sich so über neueste wissenschaftliche Erkenntnisse informiert und diese wiederum in seine Entscheidungen und Botschaften einfließen lassen kann.
Die Akademie befindet sich im Casino di Pio IV im Herzen der Vatikanischen Gärten. Das Mitgliederverzeichnis enthält die angesehensten Namen der Wissenschaft des 20. Jahrhunderts wie Stephen Hawking, sowie einige Nobelpreisträger wie Ernest Rutherford, Max Planck, Niels Bohr, Otto Hahn und Charles Hard Townes.

## Geschichte
Der gelehrte römische Prinz Federico Cesi (1585–1630), ein junger Botaniker und Naturforscher, wollte, dass seine Akademiker ein Verfahren der Forschung auf Beobachtung, Experiment und der induktiven Methode schaffen. Er nannte diese somit Akademie der Luchsartigen (Accademia dei Lincei), weil die Wissenschaftler angehalten waren, Augen so scharf wie Luchse zu haben, um in die Geheimnisse der Natur einzudringen und dabei sowohl die mikroskopische als auch die makroskopische Ebene zu beobachten. Der berühmte Wissenschaftler Galileo Galilei war Leiter der ersten Akademie; sie wurde allerdings nach dem Tod ihres Gründers aufgelöst. Erst  zwei Jahrhunderte später, im Jahre 1847, stellte Pius IX. die Akademie wieder her; sie erhielt den Namen Accademia dei Pontificia Nuovi Lincei (Päpstliche Akademie der neuen Luchsartigen). 1936 gründete Pius XI. sie neu und gab ihr den heutigen Namen. Paul VI. aktualisierte im Jahr 1976 nachträglich ihre Statuten, und auch Johannes Paul II. tat dies im Jahr 1986.
Seit 1936 ist die Päpstliche Akademie der Wissenschaften sowohl mit der Untersuchung bestimmter wissenschaftlicher Themen einzelner Disziplinen beschäftigt; sie befasst sich aber auch mit der Förderung der interdisziplinären Zusammenarbeit. Schrittweise wurde die Zahl ihrer Mitglieder erhöht sowie der internationale Charakter der Mitgliedschaft gestärkt. Die Akademie ist eine unabhängige Institution innerhalb des Heiligen Stuhls und genießt Forschungsfreiheit.

## Mitglieder
Die neuen Mitglieder der Akademie werden von allen Akademiemitgliedern gewählt; ausgewählt werden Männer und Frauen jeder Ethnie und Religion sowie auch solche ohne Religionszugehörigkeit aufgrund des hohen wissenschaftlichen Werts ihrer Aktivitäten und ihres hohen moralischen Profils. Sie werden dann offiziell vom Papst ernannt. Die Anzahl der Mitglieder war ursprünglich auf 70 beschränkt, wurde aber 1986 von Papst Johannes Paul II. auf 80 erhöht. Dem vom Papst ernannten Präsidenten stehen ein wissenschaftlicher Rat und der Kanzler zur Seite.

### Präsidenten
Der Präsident der Akademie wird vom Papst aus dem Kreis der Mitglieder ausgewählt und ernannt. Der derzeitige Präsident ist Joachim von Braun.
- Giuseppe Gianfranceschi SJ (1921–1936)
- Agostino Gemelli OFM (1936–1959)
- Georges Lemaître (1960–1966)
- Daniel O’Connell SJ (1968–1972)
- Carlos Chagas Filho (1972–1988)
- Giovanni Battista Marini-Bettòlo (1988–1993)
- Nicola Cabibbo (1993–2010)
- Werner Arber (2010–2017)
- Joachim von Braun (seit 2017)

Kanzler und Direktoren der Akademie:
- Pietro Salviucci, Kanzler (1936–1973)
- Carlo Enrico Di Rovasenda OP, Vizedirektor (1972), Direktor (1974–1986)
- Renato Dardozzi, Vizedirektor (1985), Direktor (1987), Kanzler (1995–1997)
- Giuseppe Pittau SJ, Kanzler (1997–1998)
- Marcelo Sánchez Sorondo, Kanzler (1998–2022)
- Peter Kardinal Turkson, Kanzler (seit 2022)

### Ordentliche Mitglieder
- Zeresenay Alemseged (2021)
- Meng Anming (2025)
- Werner Arber (1981)
- Frances H. Arnold (2019)
- Vanderlei Salvador Bagnato (2012)
- David Baltimore (1978)
- Antonio M. Battro (2002)
- David Baulcombe (2020)
- Robert Eric Betzig (2016)
- Helen Margaret Blau (2017)
- Thierry Boon (2002)
- Joachim von Braun (2012)
- Luis Caffarelli (1994)
- Emmanuelle Charpentier (2021)
- Chen Chien-jen (2021)
- Steven Chu (2018)
- Aaron Ciechanover (2007)
- Claude Cohen-Tannoudji (1999)
- Francis Collins (2009)
- Suzanne Cory (2004)
- Edward M. De Robertis (2009)
- Stanislas Dehaene (2008)
- Francis L. Delmonico (2016)
- Ewine van Dishoeck (2021)
- Jennifer A. Doudna (2021)
- Gerhard Ertl (2010)
- Elaine Fuchs (2018)
- Antonio García-Bellido (2003)
- Reinhard Genzel (2020)
- Andrea Ghez (2023)
- Fabiola Gianotti (2020)
- Takashi Gojobori (2007)
- Örjan Gustafsson (2023)
- Theodor W. Hänsch (2006)
- Mohamed Hag Ali Hassan (2018)
- Edith Heard (2021)
- Stefan Hell (2019)
- Michał Heller (1990)
- Jules Hoffmann (2022)
- Krishnaswamy Kasturirangan (2006)
- Klaus von Klitzing (2007)
- Jürgen Knoblich (2020)
- Eric Lander (2020)
- Luis Fernando Larrondo Castro (2025)
- Nicole Marthe Le Douarin (1999)
- Yuan T. Lee (2007)
- Jean-Marie Lehn (1996)
- Pierre Léna (2001)
- Jane Lubchenco (2019)
- Juan Maldacena (2013)
- Jürgen Mittelstraß (2002)
- Masashi Mizokami (2023)
- Erna Möller (2013)
- Salvador Moncada (2016)
- Rudolf Muradowitsch Muradjan (1994)
- Ryōji Noyori (2002)
- Tebello Nyokong (2022)
- José Onuchic (2020)
- William D. Phillips (2004)
- Stefano Piccolo (2020)
- John Charles Polanyi (1986)
- Olivier Pourquié (2025)
- Ingo Potrykus (2005)
- Stanley Prusiner (2021)
- Didier Queloz (2023)
- Yves Quéré (2003)
- Rafael A. Radi Isola (2023)
- Veerabhadran Ramanathan (2004)
- Chintamani Nagesa Ramachandra Rao (1990)
- Peter H. Raven (1990)
- Batmanathan Dayanand Reddy (2023)
- Martin J. Rees (1990)
- Carlo Rubbia (1985)
- Roald Sagdeev (1990)
- Hans Joachim Schellnhuber (2015)
- Wolf Singer (1992)
- Susan Solomon (2021)
- Donna Strickland (2021)
- Cecilia Tortajada (2025)
- Rafael Vicuña (2000)
- Cédric Villani (2016)
- Edward Witten (2006)
- Maryanne Wolf (2020)
- Shin’ya Yamanaka (2013)
- Chen Ning Yang (1997)
- Ada Yonath (2014)
- Antonino Zichichi (2000)
- Maria T. Zuber (2025)

### Mitglieder ad honorem
- Jean-Michel Maldamé OP (seit 1997)

### Mitglieder perdurante munere
Hinweis: Diese Mitglieder sind ex officio Mitglieder, das heißt, sie dienen während der Dauer ihrer Amtszeit.
- Kanzler der Akademie: Peter Kardinal Turkson (seit 2022)
- Direktor der Vatikanischen Sternwarte: Guy Joseph Consolmagno SJ (seit 2015)
- Präfekt der Vatikanischen Apostolischen Bibliothek: Mauro Mantovani SDB (seit 2023)
- Präfekt des Vatikanischen Geheimarchivs: Sergio Pagano B (seit 1997)

### Ehemalige Mitglieder
- Raffaele Farina (Präfekt der Vatikanischen Apostolischen Bibliothek 1997–2007)
- José Gabriel Funes SJ (Direktor der Vatikanischen Sternwarte 2006–2015)
- Marcelo Sánchez Sorondo (Kanzler der Akademie 1998–2022)
- Cesare Pasini (Präfekt der Vatikanischen Apostolischen Bibliothek 2007–2023)

### Verstorbene Mitglieder
- Emil Abderhalden
- Anselmo Albareda OSB perdurante munere ad honorem
- José María Albareda Herrera
- António de Almeida
- Ugo Amaldi
- Christian B. Anfinsen
- Edward Victor Appleton
- Giuseppe Armellini
- Charles Barrois
- John D. Barrow
- Gary Becker
- Daniel Adzei Bekoe
- Paul Berg
- Sune Bergström
- Enrico Berti
- Charles Best
- Emilio Bianchi
- George David Birkhoff
- Gaetano Bisleti ad honorem
- Vilhelm Bjerknes
- André Joseph Blanc-Lapierre
- Günter Blobel
- Aage Niels Bohr
- Niels Bohr
- Marcello Boldrini
- Giovanni Battista Bonino
- Karol Borsuk
- Filippo Bottazzi
- Leonard Eugene Boyle OP perdurante munere
- Édouard Branly
- Louis de Broglie
- Hermann Alexander Brück
- Keith Edward Bullen
- Frederik Jacobus Johannes Buytendĳk
- Nicola Cabibbo
- Constantin Carathéodory
- Antônio Cardoso Fontes
- Alexis Carrel
- Aldo Castellani
- Luigi Luca Cavalli-Sforza
- James Chadwick
- Carlos Chagas junior
- T. T. Chang
- Georges Chaudron
- Ludovico Chigi Albani della Rovere SMOM ad honorem
- Amleto Giovanni Cicognani ad honorem
- Bernardo M. Colombo
- Giuseppe Colombo
- Gustavo Colonnetti
- Arthur William Conway
- Edward Joseph Conway
- Yves Coppens
- Georges Cottier OP (1992–2016) ad honorem
- George Coyne (1978–2006)
- Otto Detlev Creutzfeldt
- Gaetano Arturo Crocco
- Alistair Cameron Crombie
- Héctor Croxatto Rezzio
- Paul J. Crutzen
- Eduardo Cruz-Coke
- Lucien Cuénot
- Giotto Dainelli
- Giorgio Dal Piaz
- Nicola Dallaporta ad honorem
- Renato Dardozzi ad honorem
- Dante De Blasi
- Aloysio de Castro
- Christian de Duve
- Filippo De Filippi
- Ennio De Giorgi
- Pietro De Santis ad honorem
- Peter Debye
- Paul Dirac
- Johanna Döbereiner
- Edward Adelbert Doisy
- John Carew Eccles
- Manfred Eigen
- Albert Eschenmoser
- Pierre Fauvel
- Fritz Feigl
- Ronald Aylmer Fisher ad honorem
- Alexander Fleming
- Fukui Ken’ichi
- Riccardo Galeazzi-Lisi ad honorem
- Julio César Garcia Otero
- José García-Siñeriz
- Percy Cyril Claude Garnham
- Alois Gatterer SJ perdurante munere
- Agostino Gemelli OFM
- Wolfgang Gentner
- Paul Germain
- Ernesto Gherzi SJ
- Alessandro Ghigi
- Giordano Giacomello
- Gustave Gilson
- Francesco Giordani
- Giovanni Giorgi
- Martino Giusti perdurante munere
- Emil Godlewski
- Giuseppe Gola
- Victor Gregoire
- Camillo Guidi
- Paul Guthnick
- Otto Hahn
- Stephen Hawking
- Werner Heisenberg
- Veikko Heiskanen
- Gerhard Herzberg
- Victor Franz Hess
- Walter Rudolf Hess
- George de Hevesy
- Corneille Heymans
- Raymond Hide
- Cyril Norman Hinshelwood
- Alan Lloyd Hodgkin
- Sven Hörstadius
- Bernardo Alberto Houssay
- Alberto Hurtado
- Stanley Jaki OSB
- Paul Janssen
- Georg Joachimoglu
- Gaston Maurice Julia
- Joseph Junkes SJ perdurante munere
- Fotis Kafatos
- Theodore von Kármán
- Willem Hendrik Keesom
- Wladimir Isaakowitsch Keilis-Borok
- Har Gobind Khorana
- Herbert Sidney Langfeld
- Max von Laue
- Jean Lecomte
- Joshua Lederberg
- Tsung-Dao Lee
- Jérôme Lejeune
- Luis Federico Leloir
- Georges Lemaître
- Pierre-Raphaël Lépine
- Giuseppe Lepri
- Louis Leprince-Ringuet
- Tullio Levi-Civita
- Rita Levi-Montalcini
- André Lichnerowicz
- William Liley
- Jacques-Louis Lions
- Stanisław Łojasiewicz
- Luigi Lombardi
- Manuel Lora-Tamayo
- Paolo Luigioni
- Feodor Lynen
- Luigi Maglione ad honorem
- Félix Malu wa Kalenga
- Yuri Manin
- Francesco Marchetti Selvaggiani ad honorem
- Guglielmo Marconi
- Giovanni Battista Marini-Bettòlo
- Domenico Marotta
- Carlo Maria Martini ad honorem
- James Robert McConnell
- António Augusto Esteves Mendes Correia
- Mambillikalathil Govind Kumar Menon
- Angelo Mercati perdurante munere
- Albert Michotte
- Robert Andrews Millikan
- Beatrice Mintz
- San-ichiro Mizushima
- Mario J. Molina
- Thomas Hunt Morgan
- William Wilson Morgan
- Giuseppe Moruzzi
- Marcos Moshinsky
- Rudolf Ludwig Mößbauer
- Joseph Edward Murray
- Paul Niehans
- Marshall Warren Nirenberg
- Umberto Nobile
- Sergej Nowikow
- Adriaan Karel Marie Noyons
- Severo Ochoa
- Daniel Joseph Kelly O’Connell SJ
- Minoru Oda
- Thomas Risley Odhiambo
- Czesław Olech
- Jan Hendrik Oort
- Eugenio Maria Giuseppe Giovanni Pacelli ad honorem
- George Emil Palade
- Modesto Panetti
- Nicola Parravano
- Pio Paschini ad honorem
- Crodowaldo Pavan
- Antonio Pensa
- Max Ferdinand Perutz
- Ernst Felix Petritsch
- Émile Picard
- Mauro Picone
- Umberto Pierantoni
- Carlo Pietrangeli ad honorem
- Enrico Pistolesi
- Giuseppe Pizzardo ad honorem
- Max Planck
- Cyril Andrew Ponnamperuma
- George Porter
- Vladimir Prelog
- Frank Press
- Bernard Pullman
- Giampietro Puppi
- Gaetano Quagliariello
- Alfons Raes SJ perdurante munere
- C. V. Raman
- Silvio Ranzi ad honorem
- Franco Rasetti
- Alexander Rich
- Marcel Roche
- Ignacio Rodríguez-Iturbe
- Pietro Rondoni
- Carlo Enrico Di Rovasenda OP ad honorem
- Vera Rubin
- Keith Runcorn
- Ernest Rutherford
- Leopold Ružička
- Martin Ryle
- Abdus Salam
- Pietro Salviucci ad honorem
- Manuel Sandoval Vallarta
- Wilhelm Schmidt SVD perdurante munere
- Erwin Schrödinger
- Michael Schulien SVD perdurante munere
- Beniamino Segre
- Michael Sela
- Francesco Severi
- Charles Scott Sherrington
- Salimuzzaman Siddiqui
- Kai Siegbahn
- Wacław Sierpiński
- Filippo Silvestri
- Maxine Singer
- Carlo Somigliana
- Richard Southwood
- George Sperti
- Roger Sperry
- Govind Swarup
- Johan Stein SJ perdurante munere
- Alfons Maria Stickler SDB perdurante munere
- Robert Stoneley
- Bengt Strömgren
- Andrzej Szczeklik
- Albert von Szent-Györgyi Nagyrápolt
- János Szentágothai
- Domenico Tardini ad honorem
- Hugh Stott Taylor
- Walter Thirring
- Arne Tiselius
- Eugène Tisserant ad honorem
- Leonida Tonelli
- Antonio Renato Toniolo
- Charles Hard Townes
- Patrick Treanor SJ perdurante munere
- Armin Tschermak-Seysenegg
- Hans Tuppy
- Alfred René Ubbelohde
- Hamao Umezawa
- Alfred Ursprung
- Giancarlo Vallauri
- Charles-Jean de La Vallée Poussin
- Vittorio Valletta ad honorem
- Felix Andries Vening-Meinesz
- Francesco Vercelli
- Artturi Ilmari Virtanen
- Vito Volterra
- Victor Weisskopf
- Hermann Weyl
- Robert Joseph White
- Edmund Taylor Whittaker
- Karel František Wiesner
- Yukawa Hideki
- Pieter Zeeman
- Ahmed Zewail

## Mitglieder mit Nobelpreis
Während der verschiedenen Jahrzehnte ihrer Tätigkeit hatte die Akademie eine Reihe von Nobelpreisträgern unter ihren Mitgliedern. Viele von ihnen wurden zu Mitgliedern der Akademie ernannt, bevor sie diese prestigeträchtige internationale Auszeichnung erhalten hatten.
- Pieter Zeeman (Physik, 1902)
- Ernest Rutherford (Chemie, 1908)
- Guglielmo Marconi (Physik, 1909)
- Alexis Carrel (Physiologie oder Medizin, 1912)
- Max von Laue (Physik, 1914)
- Max Planck (Physik, 1918)
- Niels Bohr (Physik, 1922)
- Chandrasekhara Venkata Raman (Physik, 1930)
- Werner Heisenberg (Physik, 1932)
- Paul Dirac (Physik, 1933)
- Erwin Schrödinger (Physik, 1933)
- Thomas Hunt Morgan (Physiologie oder Medizin, 1933)
- James Chadwick (Physik, 1935)
- Peter Debye (Chemie, 1936)
- Victor Franz Hess (Physik, 1936)
- Corneille Heymans (Physiologie oder Medizin, 1938)
- Leopold Ružička (Chemie, 1939)
- Edward Adelbert Doisy (Physiologie oder Medizin, 1943)
- George de Hevesy (Chemie, 1943)
- Otto Hahn (Chemie, 1944)
- Alexander Fleming (Physiologie oder Medizin, 1945)
- Artturi Ilmari Virtanen (Chemie, 1945)
- Edward Victor Appleton (Physik, 1947)
- Bernardo Alberto Houssay (Physiologie oder Medizin, 1947)
- Arne Tiselius (Chemie, 1948)
- Walter Rudolf Hess (Physiologie oder Medizin, 1949)
- Yukawa Hideki (Physik, 1949)
- Cyril Norman Hinshelwood (Chemie, 1956)
- Chen Ning Yang (Physik, 1957)
- Tsung-Dao Lee (Physik, 1957)
- Joshua Lederberg (Physiologie oder Medizin, 1958)
- Severo Ochoa (Physiologie oder Medizin, 1959)
- Rudolf Mößbauer (Physik, 1961)
- Max F. Perutz (Chemie, 1962)
- John Carew Eccles (Physiologie oder Medizin, 1963)
- Feodor Lynen (Physiologie oder Medizin, 1964)
- Charles Hard Townes (Physik, 1964)
- Manfred Eigen (Chemie, 1967)
- George Porter (Chemie, 1967)
- Har Gobind Khorana (Physiologie oder Medizin, 1968)
- Marshall W. Nirenberg (Physiologie oder Medizin, 1968)
- Luis Federico Leloir (Chemie, 1970)
- Gerhard Herzberg (Chemie, 1971)
- Christian Boehmer Anfinsen (Chemie, 1972)
- Christian de Duve (Physiologie oder Medizin, 1974)
- George Emil Palade (Physiologie oder Medizin, 1974)
- Martin Ryle (Physik, 1974)
- David Baltimore (Physiologie oder Medizin, 1975)
- Vladimir Prelog (Chemie, 1975)
- Aage Bohr (Physik, 1975)
- Werner Arber (Physiologie oder Medizin, 1978)
- Abdus Salam (Physik, 1979)
- Paul Berg (Chemie, 1980)
- Fukui Ken’ichi (Chemie, 1981)
- Kai Siegbahn (Physik, 1981)
- Roger Sperry (Physiologie oder Medizin, 1981)
- Sune Bergström (Physiologie oder Medizin, 1982)
- Carlo Rubbia (Physik, 1984)
- Klaus von Klitzing (Physik, 1985)
- Rita Levi-Montalcini (Physiologie oder Medizin, 1986)
- John C. Polanyi (Chemie, 1986)
- Yuan T. Lee (Chemie, 1986)
- Jean-Marie Lehn (Chemie, 1987)
- Joseph E. Murray (Physiologie oder Medizin, 1990)
- Gary S. Becker (Wirtschaftswissenschaften, 1992)
- Paul J. Crutzen (Chemie, 1995)
- Mario J. Molina (Chemie, 1995)
- Claude Cohen-Tannoudji (Physik, 1997)
- William Daniel Phillips (Physik, 1997)
- Ahmed H. Zewail (Chemie, 1999)
- Günter Blobel (Physiologie oder Medizin, 1999)
- Ryoji Noyori (Chemie, 2001)
- Aaron Ciechanover (Chemie, 2004)
- Theodor Hänsch (Physik, 2005)
- Gerhard Ertl (Chemie, 2007)
- Shin’ya Yamanaka (Physiologie oder Medizin, 2012)
- Robert Eric Betzig (Chemie, 2015)
- Stefan Hell (Chemie, 2014)
- Frances H. Arnold (Chemie, 2018)
- Donna Strickland (Physik, 2018)
- Emmanuelle Charpentier (Chemie, 2020)
- Jennifer A. Doudna (Chemie, 2020)
- Reinhard Genzel (Physik, 2020)

Andere herausragende Mitglieder der Akademie waren Pater Agostino Gemelli OFM, Gründer der Università Cattolica del Sacro Cuore, Georges Lemaître, einer der Väter der zeitgenössischen Kosmologie, und der brasilianische Neurowissenschaftler Carlos Chagas Filho.